# Манчестер (Конектикат)
Манчестер (енгл. Manchester) насељено је место без административног статуса у америчкој савезној држави Конектикат.

## Демографија
По попису из 2010. године број становника је 30.577, што је 18 (-0,1%) становника мање него 2000. године.
| Група             | 2000.          | 2010.          |
| Белци             | 24.570 (80,3%) | 20.151 (65,9%) |
| Афроамериканци    | 2.540 (8,3%)   | 4.172 (13,6%)  |
| Азијати           | 738 (2,4%)     | 1.270 (4,2%)   |
| Хиспаноамериканци | 2.130 (7,0%)   | 4.480 (14,7%)  |
| Укупно            | 30.595         | 30.577         |